# Terremoto blanco de 1995

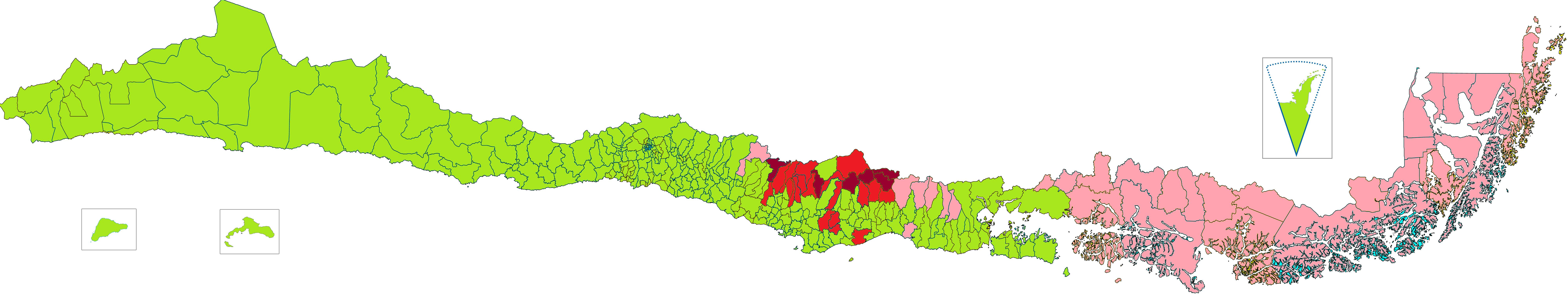
Mapa de Chile que muestra las comunas con estado de catástrofe durante el terremoto blanco en rojo. Las comunas en rosa fueron declaradas zona de emergencia agrícola, mientras que las que fueron declaradas tanto zona de catástrofe como emergencia agrícola están en burdeo.

Terremoto blanco es el nombre con el que se conoce una serie de eventos climáticos ocurridos en agosto de 1995 en las regiones australes de Chile, siendo el peor desastre climático de la zona en 40 años. Las inusuales nevascas, las bajas temperaturas y su impacto fatal a las actividades productivas de la zona, fundamentalmente ganaderas y agrícolas, le dieron el nombre de «blanco» al fenómeno.

## Desarrollo
El 2 de agosto de 1995, un frente invernal afectó el sur de Chile. En un comienzo parecía normal, pero comenzó a extenderse inusualmente con la llegada de un nuevo frente que ocasionó un descenso de las temperaturas (bajo los -18 °C) y grandes nevadas. La nieve obstaculizó caminos y dejó aisladas a cientos de comunidades en la cordillera de los Andes y en los llanos patagónicos.
El forraje almacenado para situaciones de malas condiciones meteorológicas comenzó a escasear rápidamente y los ganados ovino y vacuno fueron atrapados bajo metros de nieve. El gobierno decretó emergencia en 24 comunas y posteriormente las amplió a más de una treintena.

## Consecuencias
Este fenómeno meteorológico afectó a entre 10 000 y 12 000 familias, que vieron sepultadas sus viviendas y diversos bienes. Sin embargo, los más afectados fueron los ganaderos de las regiones señaladas, en especial de la Región de Magallanes, históricamente la primera región ovina del país. Se calcula que en dicha región un 24 % de la dotación ovina pereció, es decir, aproximadamente 286 000 ovejas de un total de 1 200 000. También perecieron más de 12 600 cabezas de ganado bovino, de una dotación de 65 000, representando la muerte del 19 % de todo el conjunto. La industria pesquera de crianza también se vio afectada, con la pérdida de más de 20 000 truchas y 50 000 salmones coho. Esto se tradujo en pérdidas económicas estimadas en el orden de los 50 millones de dólares para el rubro ganadero, a los que hubo que sumar otros 3 millones de dólares en pérdidas para el rubro agrícola.
También especies endémicas con grados de vulnerabilidad sufrieron reducciones en sus poblaciones, tal es el caso del huemul.

## Reacciones
Solamente a fines de mes el gobierno pudo lograr limpiar los caminos y entregar ayuda a los damnficados, principalmente forrajes para el ganado. También participaron las diferentes ramas de las Fuerzas Armadas, Carabineros y el Instituto de Desarrollo Agropecuario (INDAP) que abrió líneas de crédito especiales y subsidios para los campesinos y pequeños productores más afectados.

## Zonas afectadas
| Comunas afectadas por el Terremoto blanco | Comunas afectadas por el Terremoto blanco                                                                       | Comunas afectadas por el Terremoto blanco                                                                           |
| Región                                    | Emergencia agrícola                                                                                             | Zona de catástrofe                                                                                                  |
| ----------------------------------------- | --- | --- |
| del Maule                                 | Colbún | — |
| del Biobío                                | San Fabián de Alico Santa Bárbara                                                                               | Antuco Coihueco El Carmen Pemuco Pinto Quilaco Quilleco San Carlos San Fabián de Alico Santa Bárbara Tucapel Yungay |
| de la Araucanía                           | Curacautín Curarrehue Lonquimay Melipeuco Pucón                                                                 | Angol Carahue Collipulli Cunco Curacautín Curarrehue Lonquimay Los Sauces Melipeuco Pucón Purén Vilcún Villarrica   |
| de Los Lagos                              | Entre Lagos Futaleufú Futrono Lago Ranco Palena Panguipulli Puerto Octay Valdivia                               | — |
| de Aysén                                  | Aysén Chile Chico Cisnes Cochrane Coyhaique Guaitecas Lago Verde O'Higgins Río Ibáñez Tortel                    | — |
| de Magallanes                             | Laguna Blanca Natales Navarino Porvenir Primavera Punta Arenas Río Verde San Gregorio Timaukel Torres del Paine | — |